# José Antonio Alarcón Gómez
Mons. José Antonio Alarcón Gómez, O.F.M. Cap. (* 28. února 1965, Lima) je peruánský římskokatolický duchovní, kapucín a biskup Huarazu.

## Život
Narodil se 28. února 1965 v Limě.
Vstoupil do Řádu menších bratří kapucínů. Teologii studoval na Katolické univerzitě Santa María, kde později získal licenciát teologie. Dne  4. října 1990 složil své věčné řeholní sliby a 30. července 1993 přijal kněžské svěcení. Poté odešel do Říma, kde na Papežské univerzitě Antonianum absolvoval kurz pro formátory. Po svém návratu byl jmenován farářem ve farnosti Neposkvrněného početí v Orcopampě a formátorem kapucínů.
Roku 1999 se stal ekonomem Kapucínské provincie v Peru, tuto funkci zastával do tři roky. V letech 2004–2008 a 2011–2017 byl provinciálem kapucínů. Mezitím vykonával pastorační službu v různých farnostech, službu představeného konventu a biskupského vikáře pro zasvěcený život.
Dne 17. září 2024 jej papež František jmenoval biskupem Huarazu. Biskupské svěcení přijal 12. prosince z rukou biskupa Neri Menora Vargase a spolusvětiteli byli arcibiskup Paolo Rocco Gualtieri a biskup José Eduardo Velásquez Tarazona.